# Mursyid Effendi
Mursyid Effendi (Indonésia, 23 de abril de 1972) é um ex-futebolista indonésio que atuava como zagueiro.

## Carreira
Effendi jogou no Persebaya Surabaya e Persiku Kudus.
Ele também somou um total de cinco partidas pela Indonésia.

### Gol Contra
Em 31 de agosto de 1998, enquanto jogava pela Indonésia em uma partida da fase de grupos da Tiger Cup de 1998 contra a Tailândia, Effendi marcou deliberadamente um gol contra para alterar o placar da partida; ele foi banido para sempre do futebol internacional pela FIFA.